# 四二四刺殺蔣經國案

黃文雄行刺未遂遭紐約市警察局逮捕。

四二四刺殺蔣經國案，是1970年時任中華民國行政院副院長蔣經國訪問美國期間，於4月24日在紐約市廣場飯店門口被臺灣留美博士生黃文雄槍擊刺殺未遂的事件。

## 背景
1960年代末期，當時仍在海外活動的台灣獨立運動主要以日本為基地，但台獨運動已在美國萌芽，如「全美台灣獨立聯盟」（The United Formosans in America for Independence，簡稱UFAI）於1966年在賓夕法尼亞州費城成立。1970年1月1日，台灣獨立建國聯盟宣布成立。1月3日，於1964年9月發表《台灣自救運動宣言》而遭中華民國國防部情報局特務重重監控之下的臺大政治系原系主任彭明敏在國際友人協助下以易容術與假身份潛逃瑞典。同年2月8日，江炳興等人所策畫的泰源事件武裝革命未成功。
1970年4月4日紐約時報披露時任中華民國總統蔣中正的兒子、時任行政院副院長蔣經國將應美國國務卿羅吉斯之邀訪問美國，以爭取美國政府對中華民國政府的援助。在得知蔣經國即將訪美的消息後，同為台獨聯盟盟員的鄭自才（1936-，時年33歲，國立成功大學建築學系畢、卡內基美隆大學碩士、任職於紐約知名建築師Marcel Brueuer事務所）、黃文雄（1937-，時年32歲，國立政治大學新聞學系畢，匹茲堡大學碩士、康乃爾大學社會系博士生）、黃晴美（1939~2018，時年30歲，黃文雄妹、新竹女中及國立臺灣師範大學英語學系畢、匹茲堡大學社會系研究所肄業、鄭自才妻）決定要對蔣經國有進一步的行動。
黃文雄、鄭自才等決定以刺殺蔣經國來向國際社會表達自己的心聲，為台灣幹掉獨裁者，讓台灣有新的可能性。1970年2月28日，負責美國台灣獨立聯盟的海外聯絡人陳榮成，以聯盟的活動經費於路易斯安那州購得點25口徑Beretta手槍及子彈50發，登記號碼G42964。1970年3月2日，陳榮成再次購買點22口徑Beretta手槍及子彈50發，登記號碼39442，事後分別由槍店老闆為證人作為證詞。但1970年4月17日，陳榮成將槍枝交付給位於紐約的鄭自才時，囑咐這兩把槍械只能拿來做為練習用途，並不知道這些槍械之後作為暗殺之用。黃文雄認為自己未婚、較無家累牽掛，因此自願負責開槍。黃文雄在馬祖當預備軍官排長時練過射擊槍法，鄭自才取得手槍後與黃文雄於19日在長島海邊空曠處矮樹叢練槍、場勘、現場行動等均僅黃家兄妹與鄭自才參與，被鄭稱為「黃鄭兩家的除暴行動」。
曾於4月17日與鄭自才討論並參與23日行動前夕四人確認的台獨聯盟盟員賴文雄（1934-2012，國立臺灣大學政治學系所畢）在2000年回憶這個計劃的緣由：
|  | 事實上，蔣經國要來美國之前，先去了日本（1967年底）。當時我們很高興，心想「在日本的同志一定會把他修理掉」，我們就在等；然而他又平安回到台灣。原本我們認為，日本的同志在台灣獨立運動的歷史及時間上都比較久；在美國成立本部之前，我們一直都是受他們的領導，他們應該會有行動。所以當蔣經國平安回到台灣後，我們開始煩惱了，心想：他來美國時，我們要怎麼辦？還可以不做表示嗎？ |

## 刺蔣過程
1970年4月18日，蔣經國赴美做為期十天的訪問。在蔣經國訪美之前，台灣獨立建國聯盟主席蔡同榮即致函美國總統尼克森，要求其停止對「蔣家政權」的援助。4月18日蔣經國抵達洛杉磯時，台灣獨立建國聯盟即揭開反對蔣訪美的示威遊行。4月20日，蔣經國到達華盛頓郊外的安德魯斯空軍基地時，60位台灣獨立建國聯盟成員手持「我們就是台灣」及「台灣要自決與自由」等標語，並高喊口號；同日，蔣經國要到白宮訪問尼克森時，華府地區台獨聯盟再到白宮前舉行第三次反蔣示威，並散發傳單表明：「台灣需要的是自由，不是軍援！」
4月24日，蔣經國到紐約市廣場飯店，紐約區的台獨聯盟成員舉行第四度示威遊行時，終於發生黃文雄開槍刺蔣未遂被捕的事件。黃文雄在旅館正門的東南角從將槍藏在自己皮包裡的妹妹黃晴美處取得手槍，發現無人守衛走廊，就靜靜地朝旋轉門走過去。近中午時分，蔣經國的座車駛抵廣場飯店參加美東工商協會的餐會，蔣經國在隨扈與美國警察的護衛下登上石階、走向飯店旋轉門門口。就在此時，黃文雄鑽到簇擁著蔣經國的人群裡逼近他身邊時舉槍欲擊發，一位機警的美方人員迅速由下往上將黃文雄持槍的手托高，因此子彈於蔣經國頭上約20公分飛過，並沒有打到蔣經國，而是射向飯店旋轉門上方的玻璃。黃文雄當場被制伏，被壓倒在地的黃文雄大喊：「Let me stand up like a Taiwanese!」（讓我像個台灣人一樣地站起來！）見狀上前搶救的鄭自才也被警棍擊倒在地，頭部流血受傷而被送到醫院急救。兩人在被押進美國警車時，仍一直高喊：「台灣獨立萬歲！」

## 判刑與流亡
黃文雄、鄭自才兩人被送到紐約市西第五十四街管區警局，並於4月29日被曼哈頓法院起訴。黃文雄被控殺人未遂、攜帶危險武器、妨害公務等，鄭自才被控幫助殺人未遂與妨害公務。四二四刺蔣的槍聲，立即引起全世界對台灣獨立運動的注目，美國、日本、歐洲、加拿大各地的電台與各大報紙均以頭條新聞大幅報導，同時也掀起海外台獨運動的高潮。為了救援黃文雄和鄭自才，海外台灣人設立「台灣人權訴訟基金」（Formosan Civil Liberty Defense Fund），各地發起救援募款以籌措黃鄭二人的保釋金20萬美元。鄭、黃二人先後在5月26日（9萬）和7月8日（11萬）被保釋出獄。
1971年6月，黃文雄、鄭自才棄保逃離美國。1971年8月，鄭自才向瑞典尋求政治庇護。不過在1972年6月30日，美國政府向瑞典政府提出引渡鄭自才的要求，將其押回美國審判；1973年8月8日，鄭自才被美國紐約法院判處5年企圖謀殺罪、5年唆使罪，同時入監執行。鄭自才在服刑22個月後獲得假釋，先後定居瑞典與加拿大。1991年1月，鄭自才回台灣被拒入境；1991年6月，鄭自才再次返台；1992年，法院以非法入境，判處鄭自才一年有期徒刑；黃文雄則於1971年11月潛逃加拿大後從此未曾露面，直到1996年春季經過26年的流亡才偷渡回台灣公開露面。假若黃文雄當時未參與刺蔣案，黃文雄可能會是台灣第一位留美的社會學博士。

## 台獨運動走向
此案引發台獨聯盟內部對以實際行動或及和平促進臺灣自由的路線之爭，亦導致首任主席蔡同榮宣佈不再連任。鄭自才即表示「蔡同榮、張燦鍙、陳隆志這些領頭都太保守了。」事件後，鄭自才與黃文雄都離開台獨聯盟。
負責購買該案槍枝並登記於其名下的陳榮成，在2015年出版《我所知的四二四事件內情：1970四二四紐約刺蔣案》一書稱不想再「沉冤莫白」，因為負責行刺的黃文雄所使用的槍械是登記在他的名下，加上鄭自才提及「要證明我有罪，唯一的證人就是陳榮成」，但是他當時積極反對在美國做這種事。陳榮成表示：「之前台獨聯盟的預定計畫是：不排除在台灣島內進行武力抗爭，並不是在要美國進行武力抗爭……聯盟同志及各報章雜誌三番兩次對我的汙衊，使我有如啞巴吃黃蓮……這30幾年來，一直不托出真相的原因有三：（一）對於鄭自才來說，他的犧牲很大；對我無理的控訴，我也不去計較，以保持台灣人對他的好印象。（二）牽涉到美國法律問題。（三）不顧個人的英雄行為，將台灣獨立聯盟被美國政府列為非法暴力組織，中了國民黨的計。」提供該案槍枝、後來出庭作證的陳榮成，成為法院判決鄭自才有罪的關鍵證人；自此，鄭自才與陳榮成不再交談。
2017年2月，鄭自才說，蔡同榮在該案中開車載他與黃文雄到紐約廣場飯店後就失聯，當時洛杉磯一場由台獨人士王文宏策劃、代號「鎮山」的刺蔣案也是如此，多年後他返回台灣公開這些內幕也引來蔡同榮「滅火」。他還說，蔡同榮任職民間全民電視公司董事長期間，某日找他在台北市八德路三段民視第一代總部附近一對一吃飯，請他受訪時不要再說「蔡同榮在最後一刻失聯」之類的話，甚至想把台北市內湖區民視新總部設計權給他以堵住他的嘴，但他未多理會，畢竟「現在這個時代都要公開競標比稿啊」。

## 政治影響
黃文雄日後受訪時表示：
|  | 我只是想要重新打開政治的可能性。自己行動之前已經審慎評估與思考，目的非常有限，只是希望能夠打亂當時蔣家接班計畫，重新挑起國民黨內的權力鬥爭，藉此鬆動當時的高壓統治，為臺灣的政治社會發展打開讓人民喘息的空隙。……這是場政治運動，我要針對的是制度而非個人。不該高估他開槍這件事，高額交保費的籌措，對國民黨政權的衝擊應該更大。 |

鄭自才也表示：
|  | 其中一個原因是不想讓蔣家順利接班，若刺蔣順利，可望挑起國民黨內爭取接班的派系鬥爭。 |

台灣史學者李筱峰評論該案對台灣政治發展的影響：
|  | 這次的刺殺行動雖然失敗了，蔣經國也果然在兩年後（1972.5.29）接掌行政院。不過，蔣經國在遇刺逃過一劫之後，心中盤踞著一個問題，他這樣問身邊的人：「台灣人為什麼要殺我？」…… |

|  | 蔣經國自從那一次遇刺之後，就沒有再出國。不過，正式主政的蔣經國，顯然較諸於五〇、六〇年代的政治有了不同的作風。最明顯的是，開始起用台籍政治精英，讓台籍人士嶄露頭角，而被稱為「本土化」的開始。……此外，整肅異己的政治案件雖然沒有在蔣經國主政後絕跡，不過數目顯然減少許多，而且處刑也較寬緩，不像五〇、六〇年代動輒就槍斃處決。 |

台灣史學者張炎憲這樣評論該案在台灣歷史的地位：
|  | 在台灣人長期反對外來政權統治的過程中，從日本時代到目前，可以說：不斷有人在追求台灣獨立、台灣人能當家做主。我相信：鄭自才、黃文雄在這個事件所表現的，正是台灣人的一種意志、一種對統治者的反抗；不管這個反抗成功或失敗，它都代表了當時一部分人的意志和想法。……我想，他們那一代的人為此可說沒有白活：他們在歷史留下一個紀錄，表明了台灣人為什麼要反抗蔣經國、為什麼反抗國民黨、為什麼有這樣的主張？我想，後來的人都可藉此反省，而把這些經驗變成台灣歷史文化的一部分。 |

## 文化迴響
導演馮賢賢、李惠仁等已於2021年募資展開籌拍《那一槍》（The Assassins）紀錄片，以記錄歷史、紀念曾用行動和思考奉獻給台灣這塊土地的所有先輩。
爾後《那一槍》因為創作分歧，導演馮賢賢以黃晴美為視角的《春雨424》於2025年6月14日在光點華山首映，因片長三小時分四集兩天於6月19、26日週四晚間十點在公共電視紀錄觀點首播。李惠仁以黃文雄為視角的《風吹》預計2026年播映。